# Heinrich Rohrer
Heinrich Rohrer (n. 6 iunie 1933, Buchs⁠(d), Cantonul St. Gallen, Elveția – d. 16 mai 2013, Wollerau⁠(d), cantonul Schwyz, Elveția) a fost un fizician elvețian, laureat al Premiului Nobel pentru Fizică, în 1986, împreună cu Gerd Binnig, pentru proiectarea microscopului electronic cu scanare și tunelare. Cei doi au împărțit o jumătate din premiu, cealaltă fiindu-i acordată lui Ernst Ruska, cel care a construit primul microscop electronic.